# 北京鸭
- 關於北京著名菜式，請見「北京烤鸭」。
- 關於冠名為北京北汽的籃球俱樂部，請見「北京首钢霹雳鸭篮球俱乐部」。

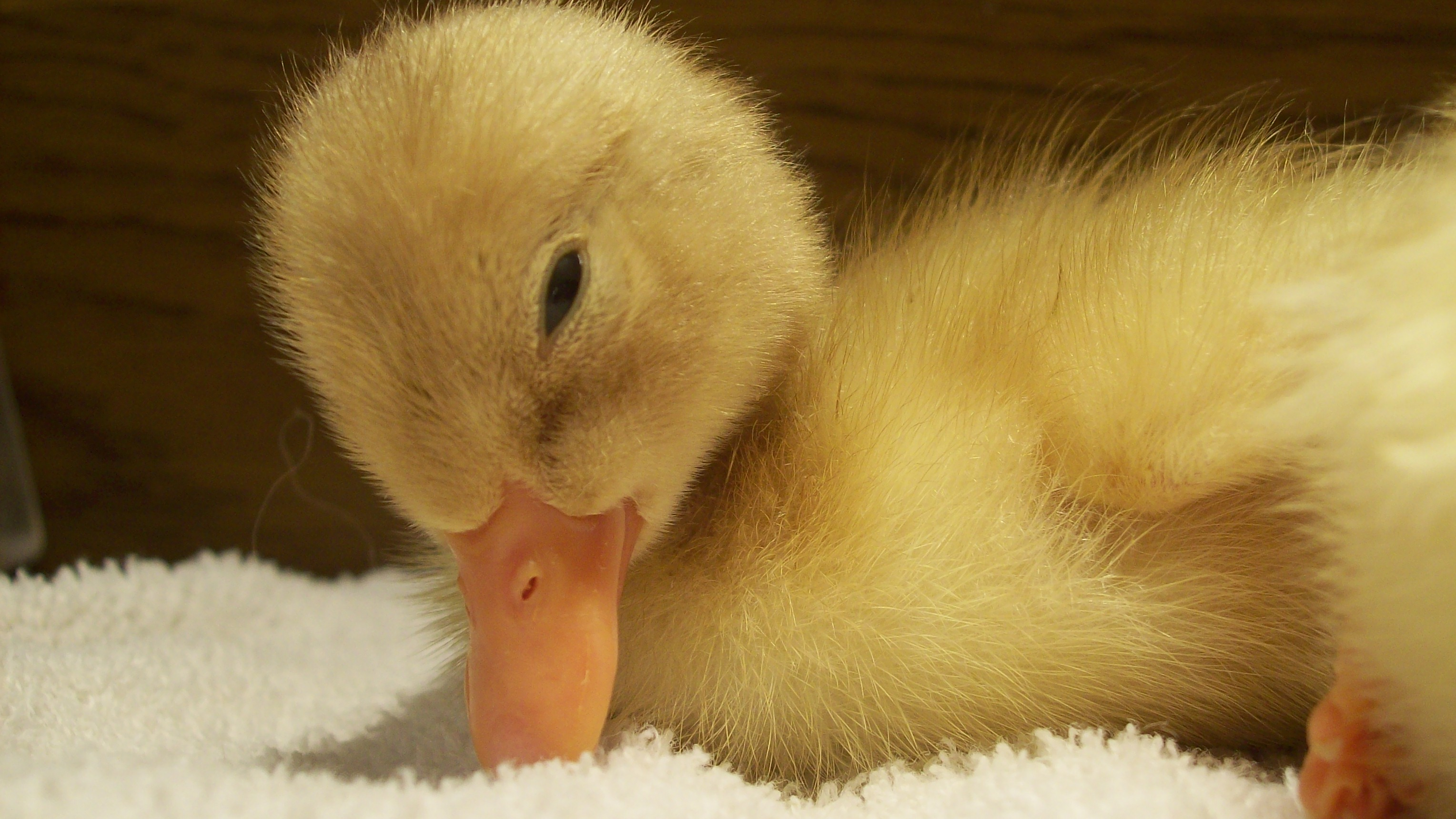
北京鴨(幼體)

北京鸭（英語：Pekin duck），是家鴨的一種。用於生產鴨蛋與鴨肉。由中國南京運河野生的绿头鸭馴化而成的品種。原本體形較小，黑色羽毛。後由於水運涉繁，運船上溢出的穀物令鴨子糧食大增，隨著時間的推移，鴨子慢慢體形增長並生出白色羽毛。到了五代，新品種的鴨已被中國農民馴養。
西方有两个品系的“北京鸭”，都是从19世纪末一个叫做“十斤鸭子”的中国品种衍生出。美系北京鸭（American Pekin, Long Island Duck）是由四只带到美国的“十斤鸭子”发源，和英国品种Aylesbury (duck)杂交而成。德系北京鸭（German Pekin）是“十斤鸭子”经由英国带到德国，和从日本带到荷兰的家鸭杂交而成，体态近直立。德系北京鸭后来又带到英国。

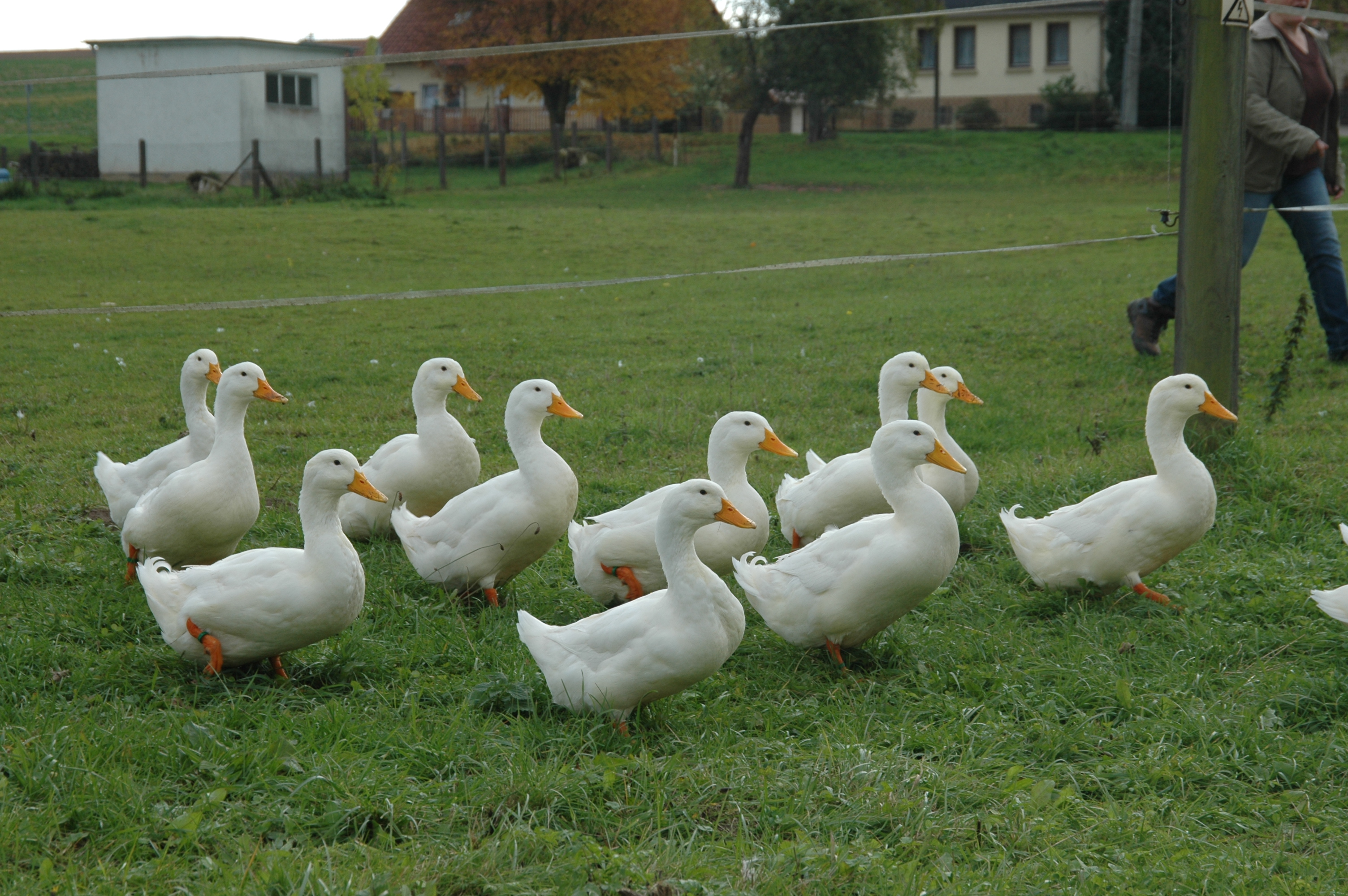
美系北京鴨
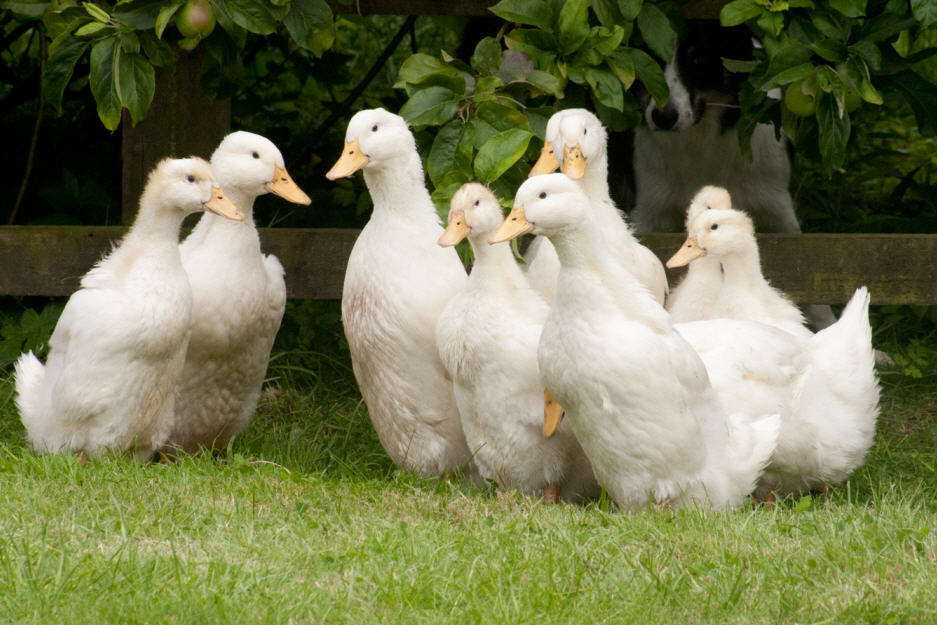
德系北京鸭
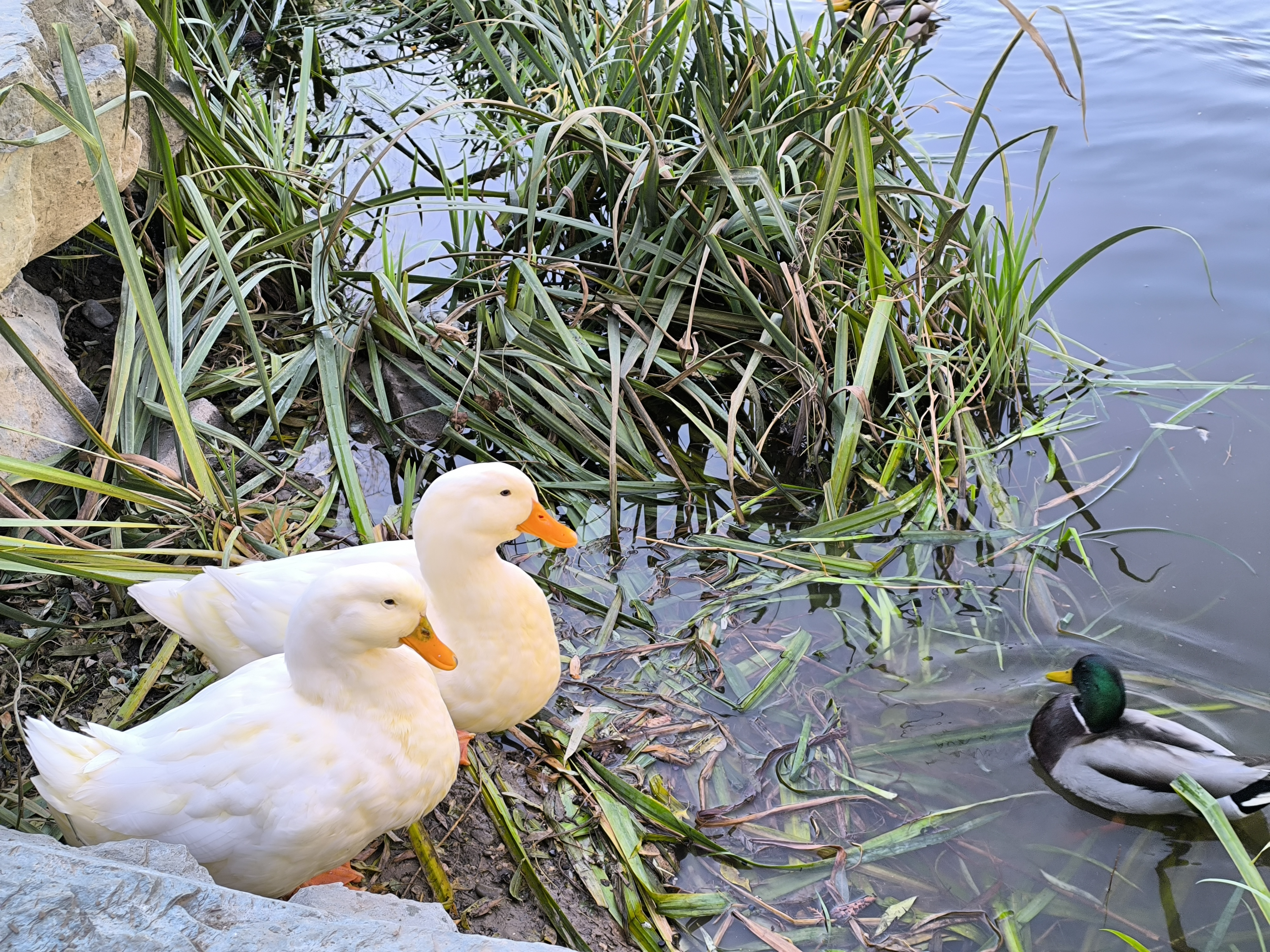
北京鸭与野生绿头鸭，可见其明显的体型差异